# メッセージ (Apple)
メッセージは、Appleが開発・提供しているインスタントメッセージアプリケーションである。メッセージでは、iMessage、RCS、SMS、MMSを送受信することができる。iOS、iPadOS、macOS、watchOS、visionOSで動作する。
2012年7月にリリースされたOS X Mountain Lionと共にMacネイティブのインスタントメッセージクライアントとしてiChatを引き継ぐ形でリリースされた。iChatのメジャーな機能を受け継いでおり、新たにiMessageを対応させたことでFaceTimeのようなAppleのiOS対応メッセージサービスを使用できるようになった。

## iOSバージョン
当初はショートメッセージサービス (SMS) しか送受信できず、アプリ名も「SMS」(英: Text) であった。その後、iPhone OS 3でマルチメディアメッセージングサービス (MMS) に対応し、アプリ名も「SMS/MMS」(英: Messages) に変更された。
iOS 5でiMessageに対応し、アプリ名が「メッセージ」に変更され、iPadとiPod touchにも移植された。iOS 10より、エフェクト付きのメッセージ、ステッカー、手書きのメッセージ、Digital Touchの送信ができるようになった。また、ステッカーを写真などと組み合わせられるようになった。
iOS 11.3では企業への問い合わせや予約ができるMessages for Business (Business Chat) に対応。日本ではAppleやauなどが対応している。
またiPhone 14以降では、iOS 17で米国（プエルトリコ含む）で電波の届かない場所での「衛星経由のロードサービス」、iOS 18で米国とカナダで「衛星経由のメッセージ」の送受信にも対応した。
iOS/iPadOS 18ではリッチコミュニケーションサービス (RCS) に対応。日本では既に各社が独自のアプリを提供している状況であったが、2025年4月1日にau、UQ mobile、povo1.0がサービスを開始した（iOS 18.4以降が必要）。

## macOSバージョン
2012年2月16日にOS X Mountain Lionのディベロッパープレビュー版の一部として発表された。OS X Mountain Lionのリリース開始時、MessagesはiChatに代わりデフォルトのmacOSインスタントメッセンジャーになった。同年6月末よりAppleのウェブサイトではMac OS X Lionの無料ベータ版がダウンロードできる。翌7月にはMessagesの最新バージョンを内包したOS X Mountain Lionの最新バージョンがリリースされた。

### 機能
前身のiChatと同様Messagesも文章や音声の送信と画面共有機能がある。Messagesにはまたビデオ会議機能も備わっておりAppleのビデオ呼び出しアプリケーションであるFaceTimeを利用可能な場合使用する。しかし、他のインスタントメッセージクライアントのインターフェイスではビデオ機能が有効にならない。
Messagesは以前iOS 5で動作するデバイスのみで利用可能であったAppleの無料のインスタントメッセージサービスであるiMessageに対応しており、XMPP（アプリケーションでは過去名のJabberと表示される）、AIM OSCARの両方をサポートする。加えて、Yahoo! MessengerやGoogle トークに直接接続できる。